# Знак парашутиста Німеччини

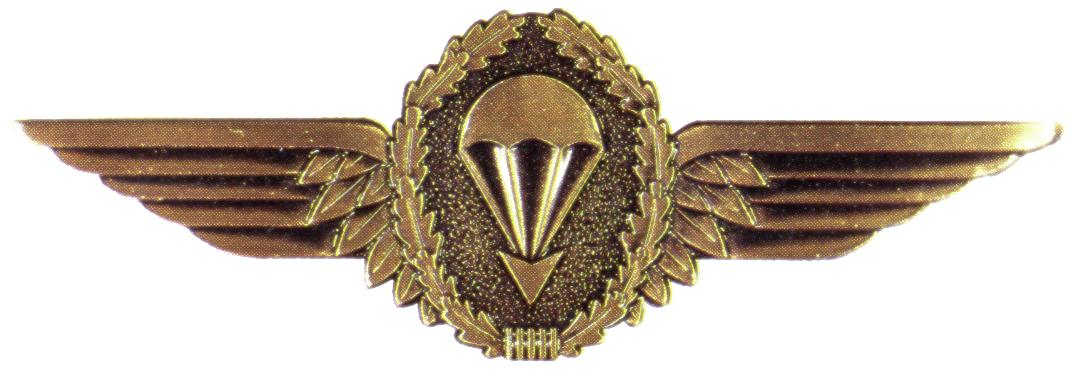
Бронзовий знак парашутиста Німеччини

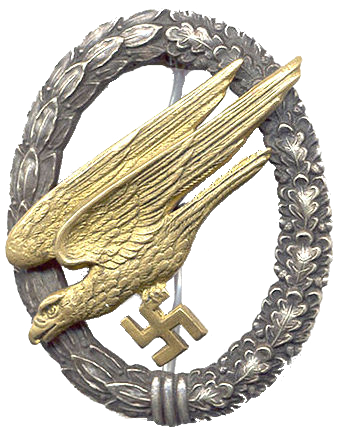
Знак парашутиста Люфтваффе з 1937 по 1945

Знак парашути́ста Німе́ччини (нім. Fallschirmspringerabzeichen та нім. Fallschirmschützenabzeichen) — військова нагорода, нагрудний знак, який присвоюється військовослужбовцям Збройних сил Німеччини за здійснення стрибків з парашутом. Призначений для носіння на військовій формі одягу.

## Третій Рейх
У нацистській Німеччині перший нагрудний знак для заохочення парашутистів (нім. Fallschirmschützenabzeichen) був заснований головнокомандувачем сухопутними військами Вернером фон Фрічем 1 вересня (за іншими відомостями 15 липня) 1937. Знак було вручено усім солдатам, хто успішно пройшов повний курс повітряно-десантної підготовки та виконав п'ять стрибків з парашутом. Пізніше, коли парашутисти сухопутних військ були підпорядковані Люфтваффе нагородження знаком Армійського парашутиста було припинено, а на заміну засновано Нагрудний знак парашутиста ВПС.
На нагороді зображений орел, що атакує та тримає в кігтях свастику в обрамуванні посрібленого вінка (на знаку попередника, Армійського парашутиста — свастику тримає в кігтях імперський орел у верхній частині нагороди). Зображення орла виготовлялося окремо і прикріплялося до вінка за допомогою двох маленьких штифтів. Знак виконувався з достатнім ступенем деталізації. Відзнака носилася на лівому боці грудей, нижче Залізного хреста.
Нагорода вручалася в блакитній коробочці, обтягнутою шкірою, на лицьовій стороні її золотими готичними буквами друкувалася назва. До винагороди додавався звичайний набір документів (запис в солдатську книжку) з вказівкою імені одержувача, назви частини, підписом і штампом.

## Федеративна Республіка Німеччина
У сучасній Німеччині знак парашутиста має зовсім іншу форму. На значку зображений розкритий купол, облямований дубовим вінком на фоні крил.
Знак має три ступеня.
Бронзовий знак: за 5 стрибків — І ступінь.
Срібний знак: за 20 стрибків — ІІ ступінь.
Золотий знак: за 50 стрибків — ІІІ ступінь.